# Callona championi
Callona championi är en skalbaggsart som först beskrevs av Bates 1885.  Callona championi ingår i släktet Callona och familjen långhorningar.
Artens utbredningsområde är Guatemala. Inga underarter finns listade.